# La via verso Amaltea
La via verso Amaltea (in russo: Путь на Амальтею, traslitterato: Put' na Amal'teju) è un romanzo di fantascienza di Arkadij e Boris Strugackij, scritto nel 1959 e pubblicato in Unione Sovietica nel 1960. La storia si colloca nel XXI secolo e pertanto è precedente al Polden' (Mezzogiorno) strugatskiano.

## Trama
La base scientifica su Amaltea, satellite di Giove, è in grave pericolo: un fungo alieno sta rapidamente distruggendo le scorte alimentari e i ricercatori che la occupano rischiano la fame. Il cargo a propulsione fotonica Tachmasib, guidato dalla squadra di Bykov (di cui fa parte anche Žilin che sarà il nuovo eroe strugatskiano in opere successive), si precipita in loro soccorso. Uno sciame di meteoriti appare però sul suo cammino, la nave perde velocità e inizia a precipitare nell'atmosfera di idrogeno del gigante gassoso. Come reagirà la ciurma all'effetto crescente dell'alta gravità?

## Critica
(Celestial Hellscapes: Cosmology As the Key to the Strugatskiis, Academic Studies Press, Boston, 2019, ISBN 978-1618119797)

## Storia editoriale
Molte le traduzioni. Vanno ricordate:
- l'edizione francese (Le chemin d'Amalthée) del 1962.
- le edizioni inglesi del 1963, come Destination: Amaltheia (per l'editore Richard Dixon), del 1985, come The Way to Amalteia nella raccolta Earth and Elsewhere (ed. Roger DeGaris) e del 1989 (sempre come The Way to Amalteia), nella raccolta The World Treasury of Science Fiction by Bob Eggleton (ed. David G. Hartwell).
- le edizioni tedesche del 1979 (Der Weg zur Amalthea) e del 2013, uscita come Kapitän Bykow (insieme anche a, seguito, Apprendisti) per l'editore Golkonda/Europa Verlag.